# بيريثيون الزنك
بيريثيون الزنك هو مركب تنسيق من الزنك. له خصائص فطرية (أي يمنع انقسام الخلايا الفطرية) وخواص جراثيم (يمنع انقسام الخلايا البكتيرية) ويستخدم في علاج التهاب الجلد الدهني.

## هيكل المركب
يتم تخلب ليجاندات بيريثيون، وهي أحاديات بشكل رسمي، إلى Zn2 + عبر مراكز الأكسجين والكبريت. في الحالة البلورية، يوجد بيريثيون الزنك على شكل ثنائي متماثل مركزي (انظر الشكل)، حيث يرتبط كل زنك بمركزي كبريت وثلاثة مراكز أكسجين. ومع ذلك، في المحلول، تنفصل الثنائيات عن طريق فصل رابطة Zn-O واحدة.
تم وصف هذا المركب لأول مرة في ثلاثينيات القرن الماضي.

## الاستخدامات

### طبي
يمكن استخدام بيريثيون الزنك لعلاج قشرة الرأس والتهاب الجلد الدهني. كما أن له خصائص مضادة للجراثيم وهو فعال ضد العديد من مسببات الأمراض من العقديات والمكورات العنقودية. تطبيقاته الطبية الأخرى تشمل علاجات الصدفية، التهاب الجلد، قوباء حلقية، فطريات، سعفة القدم، جفاف الجلد، التهاب الجلد التأتبي، نخالية مبرقشة، والبهاق.

### في الطلاء
نظرًا لانخفاض قابلية الذوبان في الماء (8 جزء في المليون عند درجة حموضة محايدة)، فإن بيريثيون الزنك مناسب للاستخدام في الدهانات الخارجية والمنتجات الأخرى التي توفر الحماية ضد العفن الفطري والطحالب. إنه مبيد طحالب فعال. إنه غير متوافق كيميائياً مع الدهانات التي تعتمد على عوامل المعالجة بالكربوكسيلات المعدنية. عند استخدامه في دهانات اللاتكس بالماء الذي يحتوي على كمية عالية من الحديد، هناك حاجة إلى عامل عزل من شأنه أن يربط بشكل تفضيلي أيونات الحديد. تحللها عن طريق الأشعة فوق البنفسجية بطيء، مما يوفر سنوات من الحماية حتى من أشعة الشمس المباشرة.

### في الإسفنج
يستخدم الزنك بيريثيون أيضًا كعلاج مضاد للبكتيريا للإسفنج المنزلي، وعلى الأخص من قبل شركة ثري إم.

### في الملابس
تم تسجيل براءة اختراع لعملية تطبيق بيريثيون الزنك على القطن بنتائج قابلة للغسيل في الولايات المتحدة في عام 1984. ويستخدم الزنك بيريثيون الآن لمنع نمو الميكروبات في البوليستر. تحمي المنسوجات التي تحتوي على بيريثيون الزنك المطبق من الكائنات الحية الدقيقة المسببة للرائحة. بلغ تصدير المنسوجات المضادة للميكروبات 497.4 مليون دولار أمريكي في عام 2015.

## آلية العمل
يُعتقد أن تأثيره المضاد للفطريات ينبع من قدرته على تعطيل نقل الغشاء عن طريق منع مضخة البروتون التي تنشط آلية النقل.

## الآثار الصحية
تمت الموافقة على بيريثيون الزنك للاستخدام الموضعي بدون وصفة طبية في الولايات المتحدة كعلاج لقشرة الرأس وهو العنصر النشط في العديد من أنواع الشامبو المضاد للقشرة. في أشكالها وقوتها الصناعية، قد تكون ضارة عن طريق الاتصال أو الابتلاع. يمكن أن يطلق بيريثيون الزنك مجموعة متنوعة من الاستجابات، مثل تلف الحمض النووي في خلايا الجلد.

## روابط خارجية
- "Pyrithione zinc". Drug Information Portal. U.S. National Library of Medicine. مؤرشف من الأصل في 2020-12-04.